# Ninh Hải, Nghi Sơn
Ninh Hải là một phường thuộc thị xã Nghi Sơn, tỉnh Thanh Hóa, Việt Nam.

## Địa lý
Phường Ninh Hải nằm ở phía đông thị xã Nghi Sơn, có vị trí địa lý:
- Phía đông giáp Biển Đông
- Phía tây giáp xã Định Hải và xã Hải Nhân
- Phía nam giáp phường Hải Hòa
- Phía bắc giáp xã Hải Lĩnh.

Phường Ninh Hải có diện tích 6,32 km², dân số năm 2019 là 6.321 người/km², mật độ dân số đạt 1.000 người/km².

## Lịch sử
Trước đây, Ninh Hải là một xã thuộc huyện Tĩnh Gia.
Ngày 22 tháng 4 năm 2020, Ủy ban Thường vụ Quốc hội ban hành Nghị quyết số 933/NQ-UBTVQH14 về việc thành lập thị xã Nghi Sơn và các phường thuộc thị xã Nghi Sơn (nghị quyết có hiệu lực từ ngày 1 tháng 6 năm 2020). Theo đó, chuyển huyện Tĩnh Gia thành thị xã Nghi Sơn và thành lập phường Ninh Hải trên cơ sở toàn bộ 6,32 km² diện tích tự nhiên và 6.321 người của xã Ninh Hải.